# Czarnostawiańska Strażnica

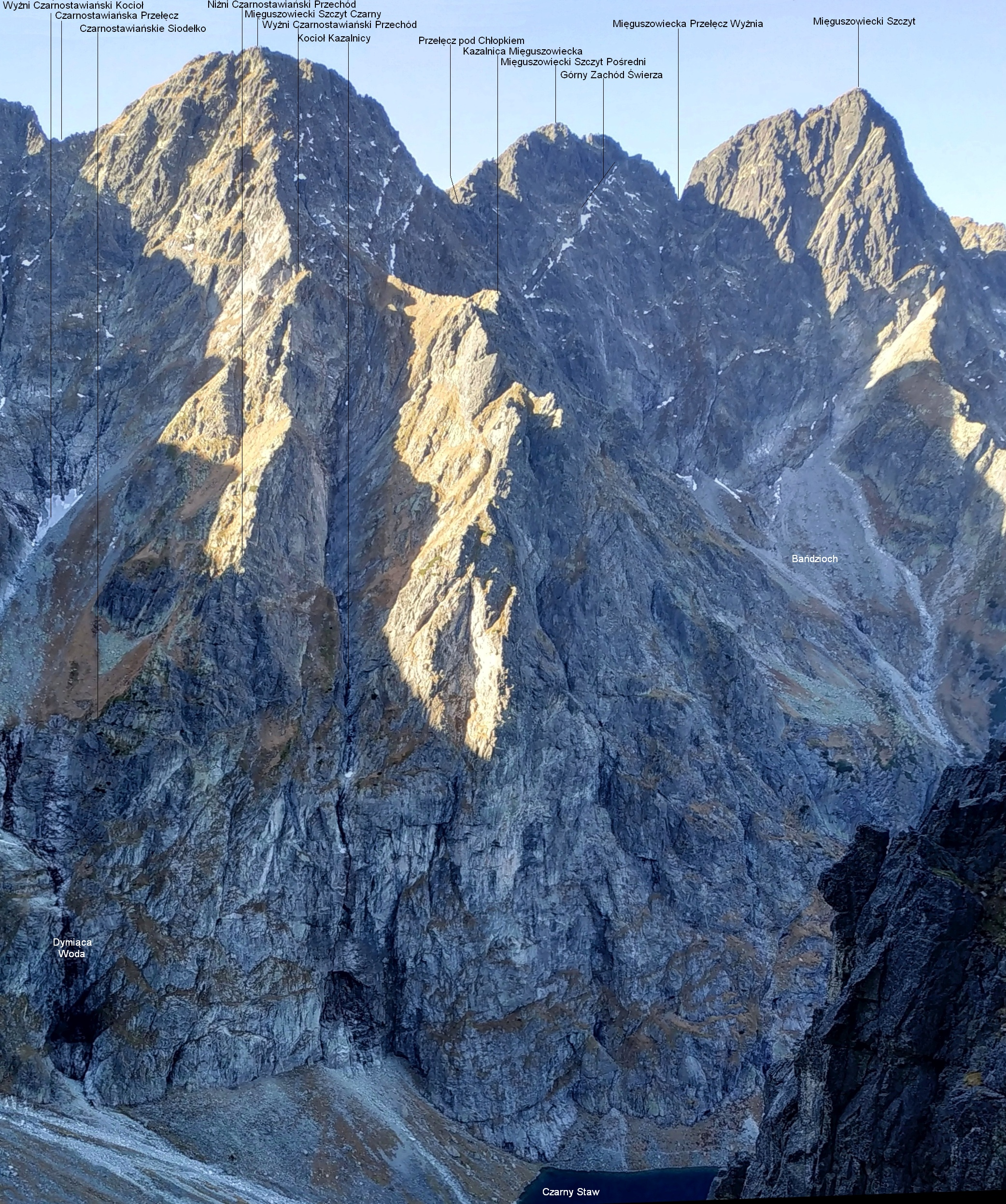

Czarnostawiańska Strażnica (2060 m) – wzniesienie na północno-wschodniej grzędzie Mięguszowieckiego Szczytu Czarnego w polskich Tatrach Wysokich. Znajduje się w środkowej jej części, w lewej (patrząc od dołu) gałęzi tej grzędy, pomiędzy Wyżnim i Niżnim Czarnostawiańskim Przechodem, mniej więcej w równej odległości od tych przechodów. Na zachód, do Kotła Kazalnicy opada pionową i kruchą ścianą, na wschód do Wyżniego Czarnostawiańskiego Kotła krótką i skalistą grzędą.

## Przypisy

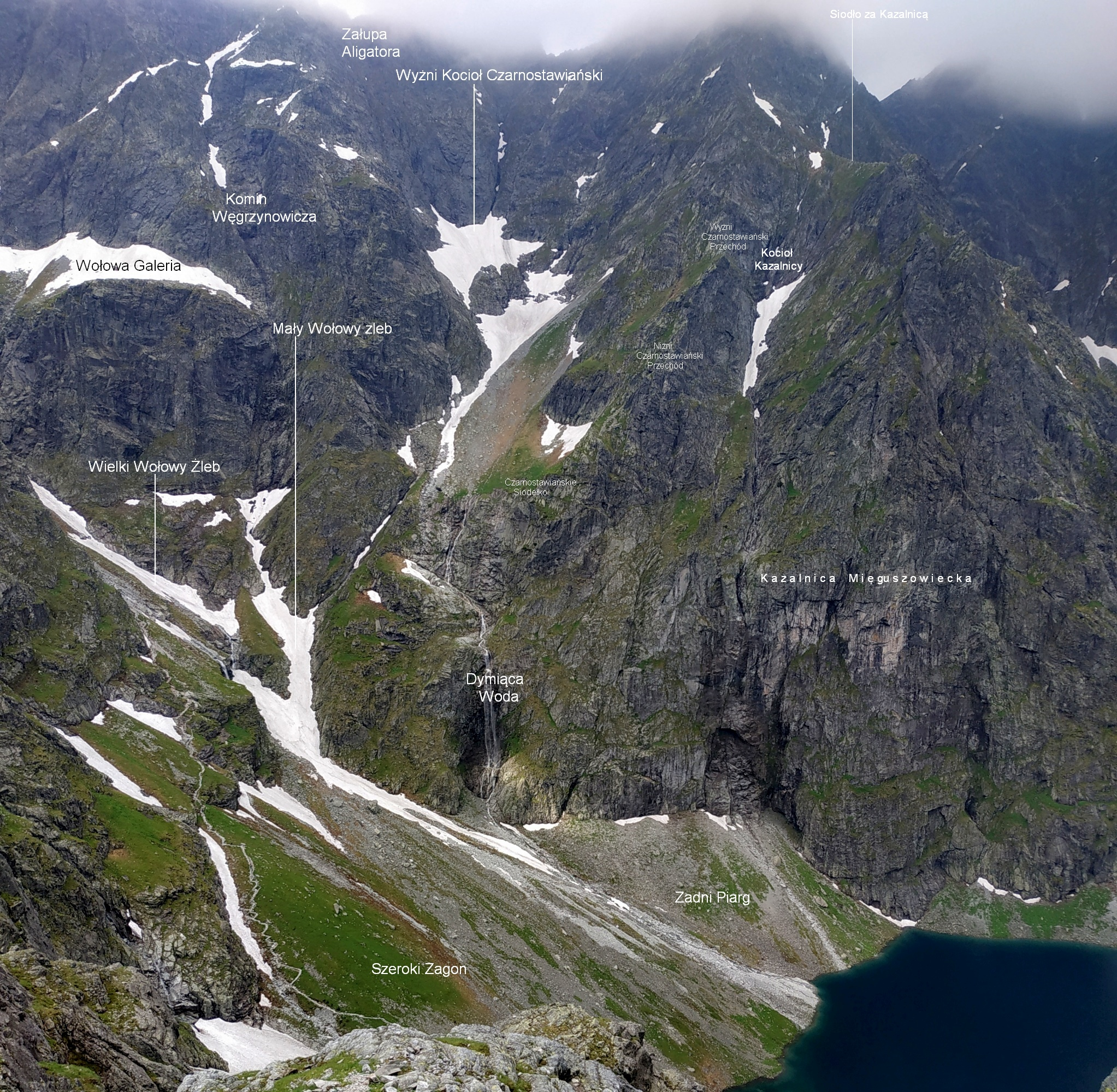